# Михаил Ларионов
Михаил Фьодорович Ларионов е руски и френски художник и декоратор.

## Биография
Учи в художествено училище в Москва. От импресионизъм променя стила си във фовизъм и става родоначалник на районизма. Той е сред основоположниците и водещите фигури на авангардизма в Русия.
Съмишленик на Казимир Малевич, учител на Владимир Татлин; основател (1910) на групите „Вале каро“ и „Магарешка опашка“ (1912).
Жени се за Наталия Гончарова, известна руска художничка, с която разработват още през 1909 – 1910 г. основите на районизма и през 1912 пишат манифеста му, публикуван в Москва през 1913.
От 1914 г. живее в Париж и прави декорите за трупата „Руски балети“ на Сергей Дягилев, осъществени между 1915 и 1922 г.

## Галерия
- Портрет на Велимир Хлебников (1904)
- Автопортрет (1910)
- Портрет на Алексей Кручоних (1912)
- Танцьор в движение (1915)
- Сватя. Ескиз за костюм към балета Шут (1915)
- Портрет на Наталия Гончарова (1915)
- Гора. Ескиз за декор към балета Руски приказки (1916)